# 비파나무
비파나무(枇杷, 학명: Eriobotrya japonica)는 장미과의 늘푸른 넓은잎나무이다.
키는 10 미터에 이르며, 중국 남서부가 원산이다. 과일나무로서는 드물게 가을에 꽃이 피며 늦겨울이나 초봄까지 열매가 익는다. 꽃은 흰색이며 크기는 2 센티미터 가량이다. 열매는 노란색이나 귤색으로 길고 둥글며 크기는 3~5 센티미터 가량이다.

## 어원
열매와 잎의 생김새가 악기인 비파를 닮았다고 해서 비파(枇杷)라는 이름이 붙었다.
노귤(蘆橘)로 불리는데, 영어 단어 Loquat은 盧橘을 광둥어로 음차한 데서 비롯된 것이다.

## 분포
장강 남쪽의 모든 지역에서 생산되며, 중국 남서부 후베이성, 쓰촨성이 원산지이다.
1477년 조선 세종의 명으로 편찬된 《의방유취》 104권에 위암(반위)에 대한 처방으로 비파잎이 등장한다. 그외에도 조선후기 최한기가 1830년경 저술한 농업서 《농정회요》, 《농정서》에서도 비파를 다루고 있다.
일본에는 고대에 반입되었다고 추정된다. 주로 혼슈의 관동지방·도카이 지방의 해안, 이시카와현 이서의 동해 쪽으로 시코쿠, 규슈 북부에 자연 분포한다. 또 인도 등에도 퍼져 비파를 이용한 다양한 요리법이 생겨났다. 중국계 이민자가 하와이에 반입한 것 외에 일본에서 이스라엘과 브라질로 퍼졌다. 터키와 레바논, 그리스, 이탈리아 남부, 스페인, 프랑스 남부, 아프리카 북부 등에서도 재배된다.

### 국내 산지
전라남도 목포는 1982년 비파나무를 시목으로 삼았다. 목포시가 비파나무를 보호하거나 육성하려는 노력은 없었던 데다가 목포의 비파나무는 외래종이기까지 하여 2000년 4월에는 환경부로부터 상징종 재지정 권고를 받았다.
아열대 과일로 국내에서는 완도가 2010년부터 하우스 재배를 시작했으며, 2022년 기준 연간 130톤 정도의 비파를 생산한다.  그 외에도 남해, 거제도 등지에서도 노지에서 재배한다.

## 갤러리

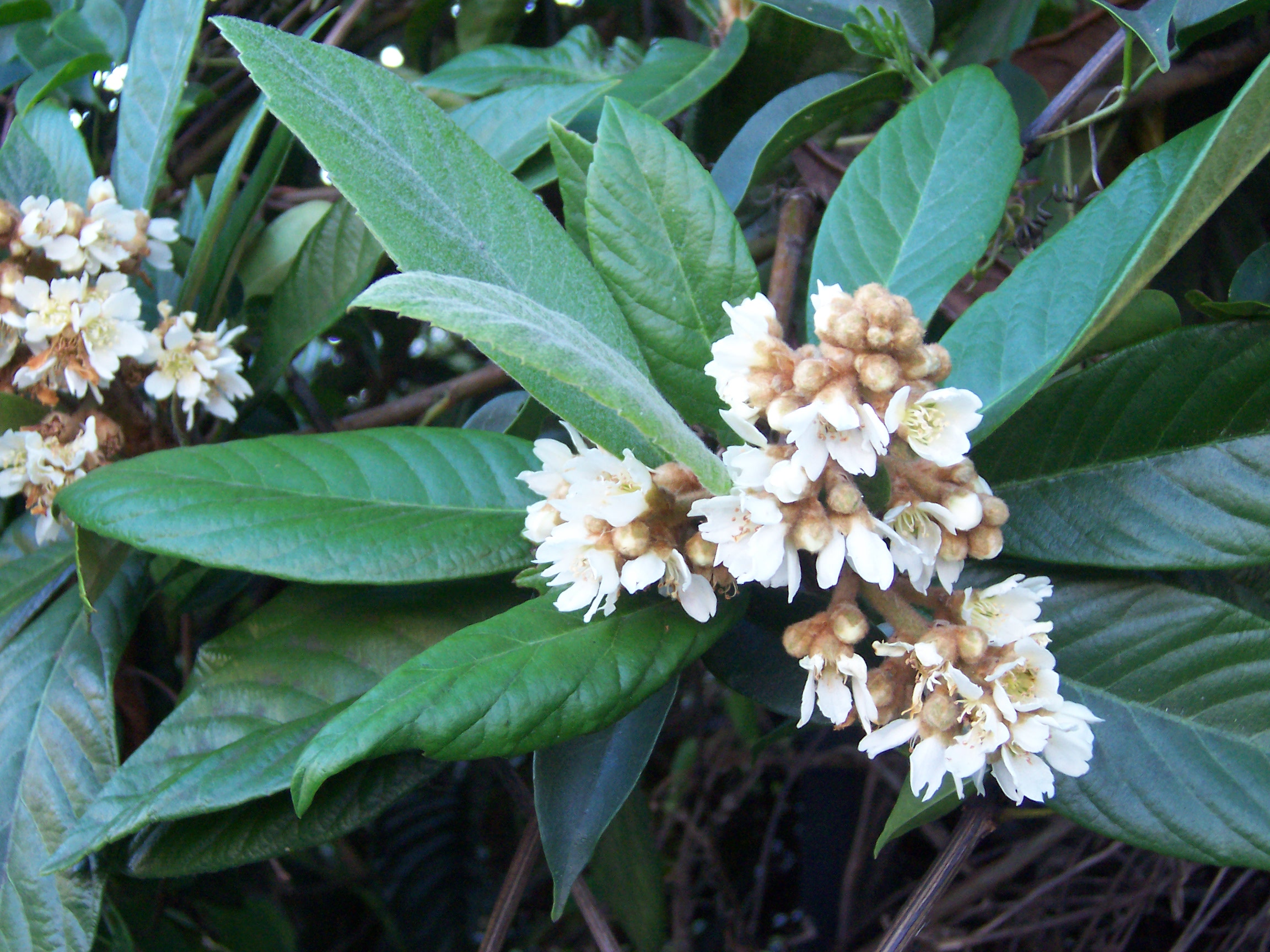
비파나무 잎
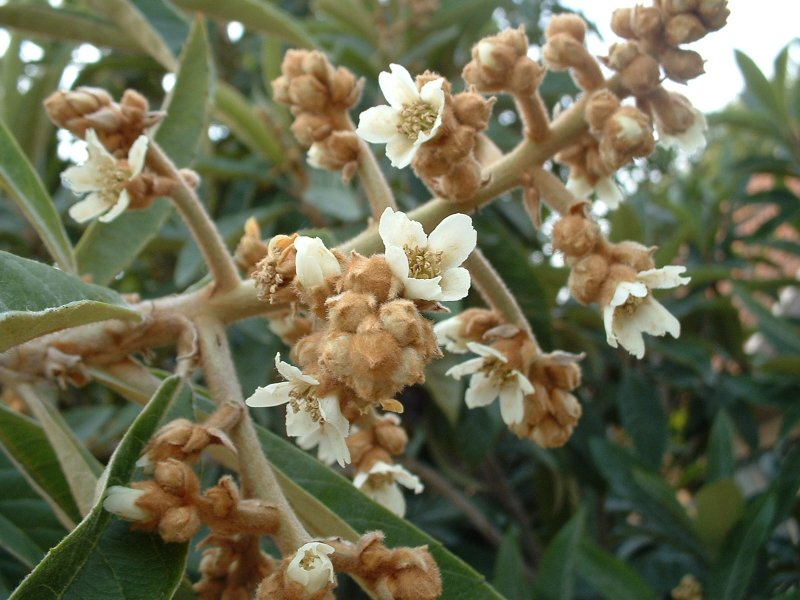
비파나무 꽃
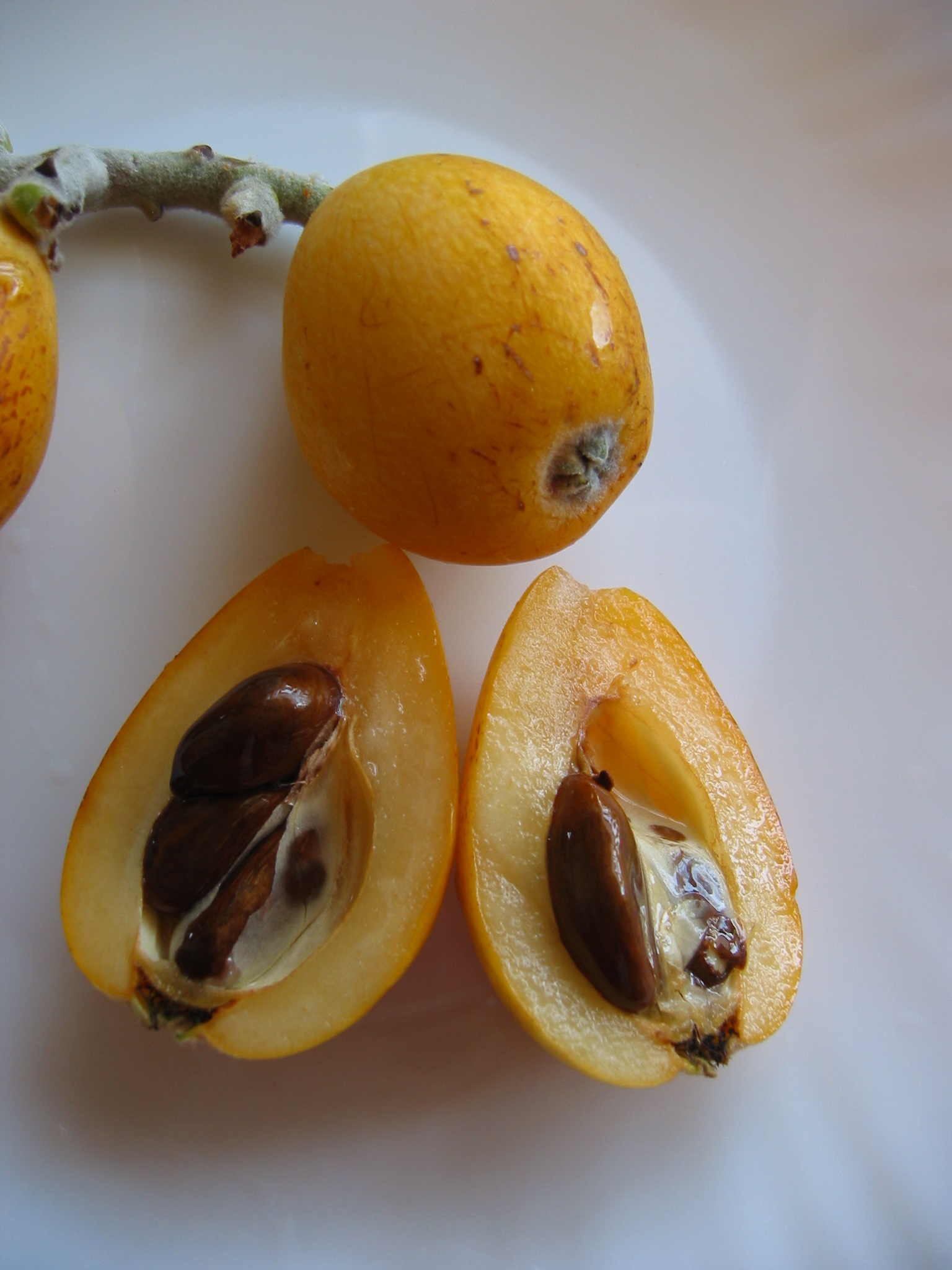
과육과 핵